# Danilo Cortina
Danilo Cortina (ur. 8 czerwca 1987 w Katanii) – włoski siatkarz, grający na pozycji przyjmującego i libero. 

## Sukcesy klubowe
Mistrzostwo Włoch:
- 2006

Superpuchar Włoch:
- 2006

Wicemistrzostwo Belgii:
- 2016